# Srednje Laknice
Srednje Laknice je naselje u slovenskoj Općini Mokronog - Trebelnu. Srednje Laknice se nalazi u pokrajini Dolenjskoj i statističkoj regiji Donjoposavskoj regiji. 

## Stanovništvo
Prema popisu stanovništva iz 2002. godine naselje je imalo 38 stanovnika.